# Beatrice Borromeo
Beatrice Borromeo Casiraghi (San Candido, 18 de agosto de 1985) é uma jornalista italiana.
Ela é casada com Pierre Casiraghi, filho mais novo da princesa Caroline de Mónaco. Apesar de ser filha de um conde, e sua mãe ser referida como condessa, Beatrice não possui direito a nenhum titulo nobre, pois nasceu como um fruto de uma relação extraconjugal.

## Biografia
Ela é a filha de Carlo Borromeo, Conde de Arona (nascido em 1935), filho de Vitaliano Borromeo, Príncipe de Angera, e sua amante de longa data, condessa Paola Marzotto (nascida em 1955). Ela tem um irmão mais velho, e três meias-irmãs mais velhas, frutos do casamento de seu pai com a modelo alemã Marion Sybil Zota:
- Isabella Borromeo Arese Taverna, nascida em 3 de fevereiro de 1975; casada com o conde Ugo Brachetti Peretti.[4]
- Lavinia  Borromeo Arese Taverna, nascida em 10 de março de 1977; casada com John Elkann[5]
- Matilde Borromeo Arese Taverna em 8 de agosto de 1983; casada com o príncipe Antonius zu Fürstenberg[6]
- Carlo Ludovico Borromeo Arese Taverna, casou-se com a estilista Marta Ferri.[7]

Através de seu pai, ela é descendente de Carlo Borromeo (1538-1584), que se tornou cardeal da Igreja Católica Romana e santo canonizado. A família dela atualmente é dona da maioria das ilhas Borromeo no lago Maior, na cidade de Milão na Itália, e muitas outras na zona rural da Lombardia e Piemonte. No momento de seu noivado, seu tio paterno Gilberto Borromeo era dono de maior parte das terras da família, inclusive aquelas no lago Maior, no entanto foi sucedido por seu filho, Vitaliano XI Borromeo, atual chefe da casa Borromeo.
Sua avó materna era a estilista Marta Marzotto, ex-esposa do conde Umberto Marzotto. Seu tio, conde Matteo Marzotto, é o ex-presidente e diretor da casa de moda Valentino na época em que a marca pertencia ao Grupo Marzotto.

## Educação
Concluiu o ensino secundário, em 2002, no Liceo Classico Giovanni Berchet, em Milão. Após graduar-se em Estudos Clássicos no Berchet em Milão.
Em 2010, obteve um bacharelado em Direito na Universidade Luigi Bocconi, com uma tese sobre suposições para processos mais rápidos em Itália (Supervisor: Prof. Lorenzo Cuocolo). Ela continuou os seus estudos com um mestrado em jornalismo e assuntos internacionais na Universidade Columbia na cidade de Nova York nos Estados Unidos em 2011.

## Vida pública e carreira
Após uma recusa inicial de Fabio Fazio para deixa-la participar no Che tempo che fa, tornou-se conhecida pelo público em geral após a sua participação no programa AnnoZero de Michele Santoro, onde aparecia no Generazione Zero de 2006 a 2008 com crónicas relacionadas com a sua família e o seu futuro marido, namorado na época, Pierre Casiraghi, pertencente à família príncipesca do Mónaco. Terminada a relação com AnnoZero em 2009, colaborou brevemente com Radio 105 Network, no programa 105 Friends, falando em estúdio uma vez por semana. No mesmo ano, Roberto Saviano entrevistou-a para a revista britânica co-dirigida por Charlotte Casiraghi, irmã de Pierre Casiraghi.
Ela modelou quando mais nova, mas referiu-se como sua carreira de modelo como uma piada.
Colaborou com a Newsweek e o Daily Beast, para onde ela também produziu o documentário "Mamma Mafia" em 2013.
Faz parte da equipe editorial do jornal diário Il Fatto Quotidiano, desde o nascimento, em 2009, onde faz parte da secção de economia.
Escreveu com Vauro Senesi e Marco Travaglio o livro Italia AnnoZero e está supervisionando a publicação de Delitto Senza Castigo - La vera storia di Vittorio Emanuele.
Em março de 2015, a SkyTG24, transmitiu o documentário de duas partes que ela se realizou em 2013 para a Newsweek e o Daily Beast, que investiga a importância da mulher na 'Ndrangheta, intitulado "Lady 'Ndrangheta".
Beatrice recebeu duras criticas por se declarar comunista, mas não querer abandonar o luxo e os privilégios, se casando com o filho de uma princesa de Mónaco.

## Namoro, noivado e casamento com Pierre Casiraghi
O Pierre Casiraghi e Beatrice se conheceram em 2008 e o casal passou a ser visto junto a partir de 2009. Em finais de 2014, surgiram os primeiros rumores sobre o noivado e casamento, tendo sido apontada, inicialmente, uma primeira data para abril de 2015.
Pierre e Beatrice se casaram numa boda civil no Palácio de Mônaco em 25 de julho, seguida por um baile com 500-700 convidados; e numa boda religiosa na Itália em 1 de agosto de 2015, onde fez uma recepção em Isola Bella, uma das ilhas Borromeo, na Lombardia, às margens do lago Maior. A noiva vestiu quatro trajes respectivamente, criações da casa Valentino e Armani.

### Filhos
O casal tem dois filhos:
- Stefano Ercole Carlo Casiraghi; nascido em 28 de fevereiro de 2017 no Hospital Princesa Grace, em Mônaco.[22]

- Francesco Carlo Albert Casiraghi; nascido em 21 de Maio de 2018.

## Publicações
- Italia Anno Zero (Italia, ano Zero em tradução livre); Senesi, Vauro; Travaglio, Marco; Borromeo, Beatrice (2009).  Em italiano, Milão Chiarelettere.
- Delitto senza castigo: la vera storia di Vittorio Emanuele di Savoia (Crime sem castigo: A verdadeira história de  Vittorio Emanuele de Savoia em tradução livre) Hamer, Birgit (2011). Borromeo, Beatrice, Reggio Emilia: Aliberti.